# PowerDVD
 (décembre 2019).
Si vous disposez d'ouvrages ou d'articles de référence ou si vous connaissez des sites web de qualité traitant du thème abordé ici, merci de compléter l'article en donnant les références utiles à sa vérifiabilité et en les liant à la section « Notes et références ».
PowerDVD est un lecteur média universel pour ordinateur Windows, portable ou écran TV Haute Définition (HD) développé par la société taïwanaise CyberLink.

## Fonctionnalités principales
Le logiciel dispose des fonctionnalités suivantes :
- Lecteur universel: lecture de fichiers musique et vidéo,
- Conversion 2D-3D avec la Technologie TrueTheater 3D,
- Prise en charge de formats vidéo: MKV, WTV, FLV, RM, RMVB, et 3GP,
- Rédaction de critiques de films, regroupées en MovieMarks, et exportation/partage sur MoovieLive et Facebook,
- Fonctionnalité Remix de film,
- Intégration avec Windows Media Center.

Avec PowerDVD 10, il est possible de revoir certaines scènes d'un film. Les utilisateurs peuvent écrire leurs critiques, au cours de la lecture des films DVD et PowerDVD regroupe automatiquement les critiques, pour créer un MovieMark. Les MovieMarks incluent des commentaires, descriptions et critiques des scènes. Ces MovieMarks peuvent ensuite être exportés et partagés sur MoovieLive et Facebook.